# Cuautepec
Cuautepec è un comune del Messico, situato nello stato di Guerrero.